# (5140) Kida
(5140) Kida est un astéroïde de la ceinture principale.

## Description
(5140) Kida est un astéroïde de la ceinture principale. Il fut découvert le 8 décembre 1990 à Kushiro par Seiji Ueda et Hiroshi Kaneda. Il présente une orbite caractérisée par un demi-grand axe de 3,18 UA, une excentricité de 0,12 et une inclinaison de 11,5° par rapport à l'écliptique.